# Götamål

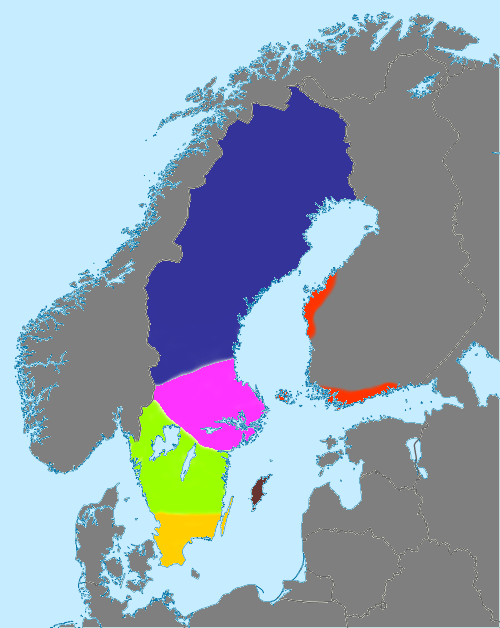
Karta med götamål utmärkt med ljusgrönt.

Götamål är ett av det svenska språkområdets sex olika dialektområden. Områdets centrum ligger i Västergötland. Hit hör också Dalsland, norra Halland, norra Småland (delar av Jönköpings län) samt sydvästra Östergötland (närmast Vättern, ungefärligen till en linje Vadstena–Sommen). Dialekterna i Värmland brukar också räknas till götamålen, men landskapet intar i flera avseenden en särställning. Bohuslän utgör ett gränsområde mellan götamål och norska mål.
Exempel på götamålsdrag är götaregeln, vokalsänkning, vissa ord som la och gôr, bestämd form i plural på -a istället för -na (föttera, hästa = fötterna, hästarna), vokalförkortning framför ändelser och bortfall av  –r i ändelser (som i "hästa"). Det finns även ord som kiligt (tråkigt) och mö/möe (mycket).
Andra typiska götaord (främst Västergötland) är knôssla (strula, krångla till det), möla (tränga/trycka in, ösa på), öfsadröp/öfsadropp/ôfsadrôpp (dropp från taket), och skjuva (skjuta på, putta) 